# Friuli Latisana Riesling Renano superiore
Le Friuli Latisana Riesling Renano superiore est un vin blanc italien de la région Frioul-Vénétie Julienne doté d'une appellation DOC depuis le 19 mai 1975. Seuls ont droit à la DOC les vins blancs récoltés à l'intérieur de l'aire de production définie par le décret. Les vignobles autorisés se situent en provinces de Pordenone et d'Udine dans les communes de Castions di Strada, Latisana, Lignano Sabbiadoro, Muzzana del Turgnano, Morsano al Tagliamento, Palazzolo dello Stella, Pocenia, Precenicco, Rivignano, Ronchis, Teor et Varmo.
Le Friuli Latisana Riesling Renano superiore répond à un cahier des charges plus exigeant que le Friuli Latisana Riesling Renano, essentiellement en relation avec le taux d’alcool.

## Caractéristiques organoleptiques
- couleur : jaune paille
- odeur: délicat, agréable, caractéristique
- saveur: sec, caractéristique, harmonique

Le Friuli Latisana Riesling Renano superiore se déguste à une température de 8 à 10 °C et il se gardera 1 - 2 ans.

## Production
Province, saison, volume en hectolitres :
- pas de données disponibles